# جودی ارنسون
جودی جودی اَرِنسون (انگلیسی: Judie Aronson؛ زادهٔ ۷ ژوئن ۱۹۶۴) یک هنرپیشه اهل ایالات متحده آمریکا است. وی بین سال‌های ۱۹۸۳ تا ۲۰۰۶ میلادی فعالیت می‌کرد.
از فیلم‌ها یا برنامه‌های تلویزیونی که وی در آن نقش داشته است می‌توان به بوس بوس بنگ بنگ اشاره کرد.